# Noronhia ambrensis
Espèce
Classification phylogénétique
Synonymes
- Olea ambrensis Perrier
- Noronhia olearia Hong-Wa

Noronhia ambrensis H. Perrier est une plante à fleurs, de la famille des Oléacées. C'est un arbre qui pousse à Madagascar.

## Description
La seule description dont nous disposons est celle de P.S. Green faite d'après des échantillons d'herbiers.

### Appareil végétatif
Ce sont des arbres de 10 m de  haut. Les parties jeunes sont glabres.
Les pétioles des feuilles ont de 5 à 15 mm de longueur, pubescents à finement pubérulents. Le limbe des feuilles est sub-coriace, oblong ou étroitement oblong à légèrement lancéolé, de (5-)6 à 10 cm de long, (1-)2 à 4 cm de large, la base est aigüe à presque obtuse, légèrement décurrent sur le pétiole, l'apex est obtus mais distinctement cuspidé. Il y a 5 à 7 nervures primaires de part et d'autre de la nervure centrale. Cette nervure est légèrement saillante sur la face adaxiale (face supérieure). Les feuilles sont pendantes.

### Appareil reproducteur
Les inflorescences sont axillaires, de 1,5 à 3 cm de long, de 3 à 7 fleurs. Les calices sont glabres, le tube et les lobes ont 0,5 mm de long. La corolle et l'ovaire n'ont pu être observés.
Le fruit est une drupe ovoïde de 15 à 20 mm par 14 à 15 mm, légèrement apiculé.

### Répartition géographique
- Afrique - Océan Indien occidental : Madagascar (Antsiranana - Montagne d'Ambre-, Nossi-Bé, Andapa, parc national de Masoala, Toamasina, Réserve spéciale d'Ambohitantely.

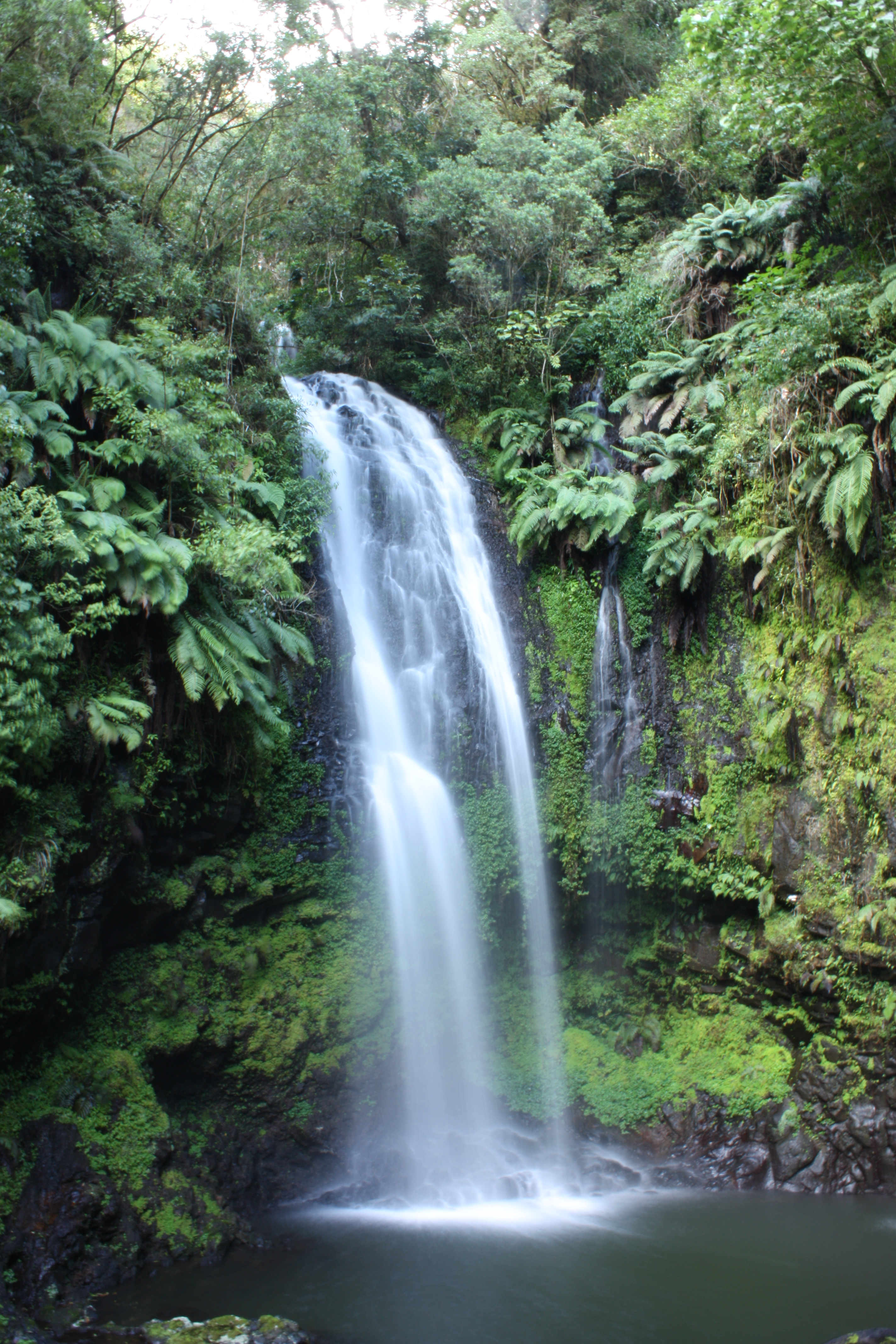
Chute d'eau du parc national de la Montagne d Ambre

## Taxonomie
Selon le site de la Flore de Madagascar (Catalogue of the Vascular Plants of Madagascar), ce taxon est endémique de Madagascar. Il a été retiré du genre Olea et affecté au genre Noronhia le 9/7/2009.

## Sources
Pour des articles plus généraux, voir Oleaceae et Olea.